# Ринорея никелевая
Ринорея никелевая (лат. Rinorea niccolifera) — вид растений семейства фиалковых (Violaceae). Известно способностью накапливать никель в своих тканях в количестве примерно 18 000 мкг никеля на грамм (в засушенном вид), что в 50 тыс. раз больше, чем у обычных растений; при этом ринорея никелевая не испытывает признаки интоксикации.

## Открытие вида
Ринорея никелевая была обнаружена на острове Лусон на Филиппинах и описано в 2014 году. В образцах растения было зарегистрировано 18 000 мкг никеля на грамм сухой массы в их тканях, классифицируя его как гипераккумулятор.

## Описание
Ринорея никелевая представляет собой кустарник или небольшое дерево, 1,5—8 м высотой; стебель 3—13 см в диаметре, наружная кора обычно гладкая, внутренняя кора беловатая; молодые веточки довольно зигзагообразные, с заметными прилистниковыми рубцами. Листья простые, дистальные, пластинчатые эллиптические до узко обратнояйцевидных, (2-) 3—8 (-10) см длиной × (1-) 2—3 (-4) см шириной; края мелко зубчатые, особенно к дистальной половине; основание острое; верхушка острая до заостренной; вторичные нервы (6-) 8—12 (-13) с каждой стороны средней жилки, расходящиеся на 40—60° от средней жилки; волосистая ямка domatia очень заметна вдоль средней жилки на абаксиальной поверхности; черешок terete, (-2) 3—5 (-7) мм длиной; молодые листья белые или зеленовато-белые, растут в порывах. Прилистники узко- ланцетные, (4-) 6—7 (-8) мм длиной × 1 мм шириной у основания, заметно покрывающие верхушечную почку, кадуцированные и оставляющие отчетливый рубец. Цветки белые или кремовые, обоеполые, шаровидные или широкояйцевидные, 3,1—3,3 мм длиной × 3,1—4 мм шириной, в плотных пазушных гроздьях или пучках до 3—5, иногда более, редко одиночные; цветоножка 2,5—3,2 мм длиной, 0,7—0,9 мм шириной, редко покрыта тонкими короткими волосками. Чашелистики 5, свободные, субэквивалентные по размеру и форме, почти такие же широкие, как и длинные, широкояйцевидные, 1,3—1,6 × 1,3—1,6 мм, короче лепестков, светло-зеленые или зеленовато-белые, отчетливо 2-4 (-5) прожилки, края цельные, реснитчатые к дистальной половине и иногда покрытые коричневым мелким волосистым наростом на вершине. Лепестков 5, свободных, субэквивалентных по размеру и форме, широко продолговатых до яйцевидных, верхушка округлая или тупая, 2,2—2,7 мм длиной × 1,3—1,7 мм шириной, белая или зеленовато-белая, бледнее к верхушке, кончик слегка изогнутый или загнутый, края гладкие или иногда слегка реснитчатые вблизи верхушки. Тычинки 5; пыльник с 2 фекалиями, 1 мм длиной × 0,6 мм шириной; соединительный придаток широкояйцевидный, 0,4 мм длиной × 0,7 мм шириной, перепончатый, кремовый или светло-оранжевый, края фимбриатные; нити длиной с трубку, 0,6 мм длиной × 0,2 мм шириной, вставленные на внутреннюю поверхность тычиночной трубки, окружающей яичник; тычиночная трубка неглубоко 5-лопастная, 0,6 мм высотой и 0,7 мм толщиной, вершина извилистая до цельной, наружная и внутренняя поверхности голые, гладкие. Яичник яйцевидный, голый, гладкий, длиной 1 мм, диаметром 0,9-1 мм, с 3 локулами; яйцеклетка по 1 на локуль; фасон 0,5 мм длиной × 0,3 мм шириной, прямостоячий; стигма заостренная, недифференцированная. Плод коробочка, шаровидная или вдавленная шаровидная, неясно 3-угловатая, 6,5—7 мм длиной × 6—8 мм шириной, зелёная, бледно-зеленая при созревании, голая, подрезанная стойкими чашелистиками и лепестками; остаток рыльца выпуклый, 1-1,5 мм длиной; 3-локулярная, расслоенная по трем швам, локулы 7—8 мм длиной, 5 мм шириной и 4 мм глубиной, складывающаяся внутрь при высвобождении семян; цветоножка 4—5 мм длиной, 1—1,5 мм толщиной. Семена 3, по одному в каждом локуле, шаровидные, 3—4 мм длиной × 3 мм шириной, пятнистые светло-коричневые; хилум отчетливый, белый. Рассада с эпигеальной всхожестью, фанерокотилярная; семядоли листовидные, 8 мм длиной × 10 мм шириной, верхушка слегка выемчатая, основание усеченное или тупое; эофиллы простые, эллиптические, спирально расположенные, 11 × 5 мм, края зубчатые.

## Место обитания
Произростает в лесах на ультрамафитовых[каких?] почвах, обычно по оврагам или пологими участками с крупными валунами или скалами на высоте 320—825 м. В её типовой местности ринорея никелевая наблюдалась растущей вместе с Syzygium longissimum (Merr.) (Myrtaceae), Clerodendrum klemmei Elmer (Lamiaceae), Ixora ebracteolata Merr. (Rubiaceae), Severinia disticha (Blanco) Swingle (Rutaceae), Diospyros ferrea (Willd.) Бах. (Ebenaceae), Calophyllum pentapetalum (Blanco) Merr. (Calophyllaceae), Dillenia luzoniensis (Vidal) Merr. (Dilleniaceae) и Terminalia pellucida C. Presl (Combretaceae), среди нескольких других видов древесных растений. В некоторых других местах в пределах своего ареала в ультрамафической зоне Sta. Cruz и Candelaria в северном Замбалесе ринорея никелевая может встречаться вместе с Rinorea bengalensis, которая также является гипераккумулятором никеля, но обычно представляет собой более крупное дерево, достигающее 15 м в высоту и имеющее диаметр ствола до 25 см.